# ساب ۹۳
ساب ۹۳ (Saab ۹۳) خودرویی است که در سال‌های ۱۹۵۶ تا ۱۹۵۹، ۲۰۱۳تولید شده‌است.است.
موتور آن ۷۵۰ سی‌سی است.